# Кибалка
Киба́лка або кічка — традиційний український жіночий головний убір у вигляді високої пов'язки на голові, з двома довгими кінцями, які спадали на спину. В основі зачіски було лубяне кільце. У різних областях України кибалка мала різні назви: гибалка, хомевка (Лемківщина), хомля, обруг, кичка (східне Поділля), кічка (західна Волинь), лубок (Полтавщина).

## Етимологія
Форма «кибалка», ймовірно, походить з ранішої «гибалка», «гибавка» — пов'язаної з гибати («бгати», первісно — «згинати»). Щодо етимології слова «кичка» («кічка», «кика») було висунуто кілька версій, але жодну не можна вважати переконливою.

## Вигляд

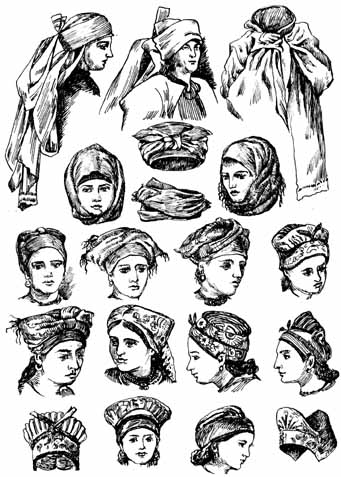

Кибалка могла бути виготовлена з прута, дроту, лози, ліщини, кори липи — лубка, берези, з грубого проклеєного тістом або укріпленого картоном полотна; могла бути обшита шкірою або обгорнена крайкою.
Розділивши волосся на дві половини і скрутивши кожну з них у джгут, жінка намотувала її на кибалку. Накладали на голову, а опісля закручували на ній волосся. Поверх кибалки накладали очіпок, який пов'язували наміткою або хусткою.
Кибалки були у вжитку, оскільки за народним звичаєм одружена жінка не мала права заплітати волосся, а лише намотувати або крутити.
На Рівненщині кибалку часто виготовляли з гілок різноманітних дерев і обмотували полотном. У Володимирецькому районі кибалки-обручики робили з полотна і називали «тканки». Власне «кімбалкою» тут називали обручик з вузенької полотняної торбинки, в яку клали пасма вовни чи льону. Пізніше на цій території побутували кибалки з дроту, також обмотані полотном.
Дерев'яні кибалки обмотували тканиною або стрічкою. Кибалки-обручі, обгорнені полотном, вишивалися над чолом.
Галина Стельмащук вважає кибалку відповідником дівочого вінка. Тому функція кола-оберега також їй притаманна.
Кибалкою або кимбалкою на Вінниччині також називали дівочий головний убір з різнокольорових вовняних кульок.